# (9710) 1964 VN1
A (9710) 1964 VN1 a Naprendszer kisbolygóövében található aszteroida. A Bíbor-hegyi Obszervatórium fedezte fel 1964. november 9-én.